# Gran Premio motociclistico d'India 2023
Il Gran Premio motociclistico d'India 2023 è stato la tredicesima prova del motomondiale del 2023. Le vittorie nelle tre classi sono andate a: Jorge Martín in sprint e Marco Bezzecchi nella gara della MotoGP, Pedro Acosta in Moto2 e Jaume Masiá in Moto3.

## MotoGP

### Sprint

#### Arrivati al traguardo
| Pos. | Nº | Pilota                | Squadra                     | Motocicletta       | Giri | Tempo     | Griglia | Punti |
| ---- | -- | --------------------- | --------------------------- | ------------------ | ---- | --------- | ------- | ----- |
| 1º   | 89 | Jorge Martín          | Prima Pramac Racing         | Ducati Desmosedici | 11   | 19'18.836 | 2°      | 12    |
| 2º   | 1  | Francesco Bagnaia     | Ducati Lenovo               | Ducati Desmosedici | 11   | +1.389    | 3°      | 9     |
| 3º   | 93 | Marc Márquez          | Repsol Honda                | Honda RC213V       | 11   | +2.405    | 6°      | 7     |
| 4º   | 33 | Brad Binder           | Red Bull KTM Factory Racing | KTM RC16           | 11   | +2.904    | 13°     | 6     |
| 5º   | 72 | Marco Bezzecchi       | Mooney VR46 Racing          | Ducati Desmosedici | 11   | +3.266    | 1°      | 5     |
| 6º   | 20 | Fabio Quartararo      | Monster Energy Yamaha       | Yamaha YZR-M1      | 11   | +4.327    | 8°      | 4     |
| 7º   | 43 | Jack Miller           | Red Bull KTM Factory Racing | KTM RC16           | 11   | +7.172    | 15°     | 3     |
| 8º   | 12 | Maverick Viñales      | Aprilia Racing              | Aprilia RS-GP      | 11   | +8.798    | 9°      | 2     |
| 9º   | 25 | Raúl Fernández        | CryptoData RNF              | Aprilia RS-GP      | 11   | +10.530   | 11º     | 1     |
| 10º  | 49 | Fabio Di Giannantonio | Gresini Racing              | Ducati Desmosedici | 11   | +10.826   | 12°     |       |
| 11º  | 37 | Augusto Fernández     | GasGas Factory Racing Tech3 | KTM RC16           | 11   | +11.456   | 17°     |       |
| 12º  | 88 | Miguel Oliveira       | CryptoData RNF              | Aprilia RS-GP      | 11   | +15.415   | 18°     |       |
| 13º  | 30 | Takaaki Nakagami      | LCR Honda Idemitsu          | Honda RC213V       | 11   | +17.437   | 14°     |       |
| 14º  | 51 | Michele Pirro         | Ducati Lenovo               | Ducati Desmosedici | 11   | +23.714   | 21°     |       |
| 15º  | 21 | Franco Morbidelli     | Monster Energy Yamaha       | Yamaha YZR-M1      | 11   | +36.468   | 16°     |       |

#### Ritirati
| Nº | Pilota          | Squadra                     | Motocicletta       | Giri | Griglia |
| -- | --------------- | --------------------------- | ------------------ | ---- | ------- |
| 41 | Aleix Espargaró | Aprilia Racing              | Aprilia RS-GP      | 7    | 10°     |
| 5  | Johann Zarco    | Prima Pramac Racing         | Ducati Desmosedici | 6    | 7°      |
| 36 | Joan Mir        | Repsol Honda                | Honda RC213V       | 3    | 5°      |
| 10 | Luca Marini     | Mooney VR46 Racing          | Ducati Desmosedici | 0    | 4°      |
| 44 | Pol Espargaró   | GasGas Factory Racing Tech3 | KTM RC16           | 0    | 19°     |
| 6  | Stefan Bradl    | LCR Honda Idemitsu          | Honda RC213V       | 0    | 20°     |

### Gara

#### Arrivati al traguardo
| Pos. | Nº | Pilota            | Squadra                     | Motocicletta       | Giri | Tempo     | Griglia | Punti |
| ---- | -- | ----------------- | --------------------------- | ------------------ | ---- | --------- | ------- | ----- |
| 1º   | 72 | Marco Bezzecchi   | Mooney VR46 Racing          | Ducati Desmosedici | 21   | 36'59.157 | 1º      | 25    |
| 2º   | 89 | Jorge Martín      | Prima Pramac Racing         | Ducati Desmosedici | 21   | +8.649    | 2º      | 20    |
| 3º   | 20 | Fabio Quartararo  | Monster Energy Yamaha       | Yamaha YZR-M1      | 21   | +8.855    | 7°      | 16    |
| 4º   | 33 | Brad Binder       | Red Bull KTM Factory Racing | KTM RC16           | 21   | +12.643   | 12°     | 13    |
| 5º   | 36 | Joan Mir          | Repsol Honda                | Honda RC213V       | 21   | +13.214   | 4°      | 11    |
| 6º   | 5  | Johann Zarco      | Prima Pramac Racing         | Ducati Desmosedici | 21   | +14.673   | 6°      | 10    |
| 7º   | 21 | Franco Morbidelli | Monster Energy Yamaha       | Yamaha YZR-M1      | 21   | +16.946   | 15°     | 9     |
| 8º   | 12 | Maverick Viñales  | Aprilia Racing              | Aprilia RS-GP      | 21   | +17.191   | 8°      | 8     |
| 9º   | 93 | Marc Márquez      | Repsol Honda                | Honda RC213V       | 21   | +19.118   | 5°      | 7     |
| 10º  | 25 | Raúl Fernández    | CryptoData RNF              | Aprilia RS-GP      | 21   | +26.504   | 10°     | 6     |
| 11º  | 30 | Takaaki Nakagami  | LCR Honda Idemitsu          | Honda RC213V       | 21   | +28.521   | 13°     | 5     |
| 12º  | 88 | Miguel Oliveira   | CryptoData RNF              | Aprilia RS-GP      | 21   | +29.088   | 17°     | 4     |
| 13º  | 44 | Pol Espargaró     | GasGas Factory Racing Tech3 | KTM RC16           | 21   | +29.728   | 18°     | 3     |
| 14º  | 43 | Jack Miller       | Red Bull KTM Factory Racing | KTM RC16           | 21   | +31.324   | 14°     | 2     |
| 15º  | 6  | Stefan Bradl      | LCR Honda Idemitsu          | Honda RC213V       | 21   | +35.782   | 19º     | 1     |
| 16º  | 51 | Michele Pirro     | Ducati Lenovo               | Ducati Desmosedici | 21   | +49.242   | 20°     |       |

#### Ritirati
| Nº | Pilota                | Squadra                     | Motocicletta       | Giri | Griglia |
| -- | --------------------- | --------------------------- | ------------------ | ---- | ------- |
| 49 | Fabio Di Giannantonio | Gresini Racing              | Ducati Desmosedici | 19   | 11°     |
| 1  | Francesco Bagnaia     | Ducati Lenovo               | Ducati Desmosedici | 13   | 3°      |
| 41 | Aleix Espargaró       | Aprilia Racing              | Aprilia RS-GP      | 11   | 9°      |
| 37 | Augusto Fernández     | GasGas Factory Racing Tech3 | KTM RC16           | 6    | 16°     |

## Moto2

### Arrivati al traguardo
| Pos. | Nº | Pilota                  | Squadra                        | Motocicletta | Giri | Tempo     | Griglia | Punti |
| ---- | -- | ----------------------- | ------------------------------ | ------------ | ---- | --------- | ------- | ----- |
| 1º   | 37 | Pedro Acosta            | Red Bull KTM Ajo               | Kalex        | 12   | 22'29.844 | 2º      | 25    |
| 2º   | 14 | Tony Arbolino           | Elf Marc VDS Racing            | Kalex        | 12   | +3.543    | 7º      | 20    |
| 3º   | 16 | Joe Roberts             | Italtrans Racing               | Kalex        | 12   | +6.506    | 8º      | 16    |
| 4º   | 11 | Sergio García           | Pons Wegow Los40               | Kalex        | 12   | +7.377    | 3º      | 13    |
| 5º   | 18 | Manuel González         | Correos Prepago Yamaha VR46    | Kalex        | 12   | +7.903    | 16º     | 11    |
| 6º   | 84 | Zonta van den Goorbergh | Fieten Olie Racing GP          | Kalex        | 12   | +11.437   | 4º      | 10    |
| 7º   | 15 | Darryn Binder           | Liqui Moly Husqvarna Intact GP | Kalex        | 12   | +11.644   | 5º      | 9     |
| 8º   | 7  | Barry Baltus            | Fieten Olie Racing GP          | Kalex        | 12   | +12.225   | 13º     | 8     |
| 9º   | 24 | Marcos Ramírez          | OnlyFans American Racing       | Kalex        | 12   | +12.578   | 11º     | 7     |
| 10º  | 12 | Filip Salač             | QJMotor Gresini                | Kalex        | 12   | +12.790   | 17º     | 6     |
| 11º  | 71 | Dennis Foggia           | Italtrans Racing               | Kalex        | 12   | +13.262   | 18º     | 5     |
| 12º  | 54 | Fermín Aldeguer         | +Ego SpeedUp                   | Boscoscuro   | 12   | +14.051   | 21º     | 4     |
| 13º  | 28 | Izan Guevara            | Inde GasGas Aspar              | Kalex        | 12   | +15.250   | 26º     | 3     |
| 14º  | 75 | Albert Arenas           | Red Bull KTM Ajo               | Kalex        | 12   | +20.917   | 29º     | 2     |
| 15º  | 4  | Sean Dylan Kelly        | Forward Team                   | Forward      | 12   | +23.286   | 25º     | 1     |
| 16º  | 72 | Borja Gómez             | Fantic Racing                  | Kalex        | 12   | +27.210   | 27º     |       |
| 17º  | 67 | Alberto Surra           | Forward Team                   | Forward      | 12   | +28.219   | 28º     |       |
| 18º  | 64 | Bo Bendsneyder          | Pertamina Mandalika SAG        | Kalex        | 12   | +33.145   | 23º     |       |
| 19º  | 22 | Sam Lowes               | Elf Marc VDS Racing            | Kalex        | 12   | +54.448   | 12º     |       |
| 20º  | 33 | Rory Skinner            | OnlyFans American Racing       | Kalex        | 12   | +1'06.071 | 22º     |       |
| 21º  | 79 | Ai Ogura                | Idemitsu Honda Team Asia       | Kalex        | 11   | +1 giro   | 15º     |       |
| 22º  | 21 | Alonso López            | +Ego SpeedUp                   | Boscoscuro   | 11   | +1 giro   | 6º      |       |
| 23º  | 23 | Taiga Hada              | Pertamina Mandalika SAG        | Kalex        | 9    | +3 giri   | 19º     |       |

### Ritirati
| Nº | Pilota          | Squadra                     | Motocicletta | Giri | Griglia |
| -- | --------------- | --------------------------- | ------------ | ---- | ------- |
| 5  | Kōta Nozane     | Correos Prepago Yamaha VR46 | Kalex        | 11   | 24º     |
| 52 | Jeremy Alcoba   | QJMotor Gresini             | Kalex        | 8    | 14º     |
| 96 | Jake Dixon      | Inde GasGas Aspar           | Kalex        | 3    | 1º      |
| 40 | Arón Canet      | Pons Wegow Los40            | Kalex        | 1    | 20º     |
| 35 | Somkiat Chantra | Idemitsu Honda Team Asia    | Kalex        | 0    | 9º      |

### Non partiti
| Nº | Pilota           | Squadra                        | Motocicletta | Griglia |
| -- | ---------------- | ------------------------------ | ------------ | ------- |
| 13 | Celestino Vietti | Fantic Racing                  | Kalex        | 10º     |
| 3  | Lukas Tulovic    | Liqui Moly Husqvarna Intact GP | Kalex        |         |

## Moto3

### Arrivati al traguardo
| Pos. | Nº | Pilota             | Squadra                        | Motocicletta  | Giri | Tempo     | Griglia | Punti |
| ---- | -- | ------------------ | ------------------------------ | ------------- | ---- | --------- | ------- | ----- |
| 1º   | 5  | Jaume Masiá        | Leopard Racing                 | Honda NSF250R | 16   | 31'58.245 | 1º      | 25    |
| 2º   | 27 | Kaito Toba         | SIC58 Squadra Corse            | Honda NSF250R | 16   | +5.477    | 5º      | 20    |
| 3º   | 71 | Ayumu Sasaki       | Liqui Moly Husqvarna Intact GP | Husqvarna     | 16   | +5.784    | 3º      | 16    |
| 4º   | 96 | Daniel Holgado     | Red Bull KTM Tech3             | KTM RC 250 GP | 16   | +8.117    | 18º     | 13    |
| 5º   | 80 | David Alonso       | Gaviota GasGas Aspar           | Gas Gas       | 16   | +8.247    | 17º     | 11    |
| 6º   | 44 | David Muñoz        | Boé Motorsports                | KTM RC 250 GP | 16   | +9.426    | 14º     | 10    |
| 7º   | 54 | Riccardo Rossi     | SIC58 Squadra Corse            | Honda NSF250R | 16   | +9.430    | 13º     | 9     |
| 8º   | 48 | Iván Ortolá        | Angeluss MTA                   | KTM RC 250 GP | 16   | +11.653   | 13º     | 8     |
| 9º   | 82 | Stefano Nepa       | Angeluss MTA                   | KTM RC 250 GP | 16   | +12.409   | 7º      | 7     |
| 10º  | 99 | José Antonio Rueda | Red Bull KTM Ajo               | KTM RC 250 GP | 16   | +16.106   | 16º     | 6     |
| 11º  | 7  | Filippo Farioli    | Red Bull KTM Tech3             | KTM RC 250 GP | 16   | +16.323   | 19º     | 5     |
| 12º  | 43 | Xavier Artigas     | CFMoto Racing PrüstelGP        | CFMoto        | 16   | +16.431   | 22º     | 4     |
| 13º  | 10 | Diogo Moreira      | MT Helmets - MSI               | KTM RC 250 GP | 16   | +19.304   | 6º      | 3     |
| 14º  | 53 | Deniz Öncü         | Red Bull KTM Ajo               | KTM RC 250 GP | 16   | +22.933   | 28º     | 2     |
| 15º  | 6  | Ryusei Yamanaka    | Gaviota GasGas Aspar           | Gas Gas       | 16   | +26.053   | 11º     | 1     |
| 16º  | 70 | Joshua Whatley     | VisionTrack Racing             | Honda NSF250R | 16   | +30.601   | 21º     |       |
| 17º  | 20 | Lorenzo Fellon     | CIP Green Power                | KTM RC 250 GP | 16   | +35.035   | 26º     |       |
| 18º  | 64 | Mario Aji          | Honda Team Asia                | Honda NSF250R | 16   | +35.196   | 23º     |       |
| 19º  | 22 | Ana Carrasco       | Boé Motorsports                | KTM RC 250 GP | 16   | +35.375   | 24º     |       |
| 20º  | 18 | Danial Shahril     | Petronas MIE/MLav Racing       | Honda NSF250R | 16   | +44.212   | 25º     |       |
| 21º  | 63 | Syarifuddin Azman  | MT Helmets - MSI               | KTM RC 250 GP | 16   | +48.431   | 20º     |       |

### Ritirati
| Nº | Pilota          | Squadra                        | Motocicletta  | Giri | Griglia |
| -- | --------------- | ------------------------------ | ------------- | ---- | ------- |
| 95 | Collin Veijer   | Liqui Moly Husqvarna Intact GP | Husqvarna     | 15   | 9º      |
| 72 | Taiyo Furusato  | Honda Team Asia                | Honda NSF250R | 11   | 8º      |
| 19 | Scott Ogden     | VisionTrack Racing             | Honda NSF250R | 10   | 4º      |
| 24 | Tatsuki Suzuki  | Leopard Racing                 | Honda NSF250R | 10   | 27º     |
| 38 | David Salvador  | CIP Green Power                | KTM RC 250 GP | 4    | 10º     |
| 18 | Matteo Bertelle | Rivacold Snipers               | Honda NSF250R | 3    | 2º      |
| 66 | Joel Kelso      | CFMoto Racing PrüstelGP        | CFMoto        | 1    | 15º     |

### Non partito
| Nº | Pilota        | Squadra          | Motocicletta  |
| -- | ------------- | ---------------- | ------------- |
| 55 | Romano Fenati | Rivacold Snipers | Honda NSF250R |

### Non qualificato
| Nº | Pilota              | Squadra                  | Motocicletta  |
| -- | ------------------- | ------------------------ | ------------- |
| 3  | Kadai Yaseen Ahamed | Petronas MIE/MLav Racing | Honda NSF250R |